# Receptores de GABA

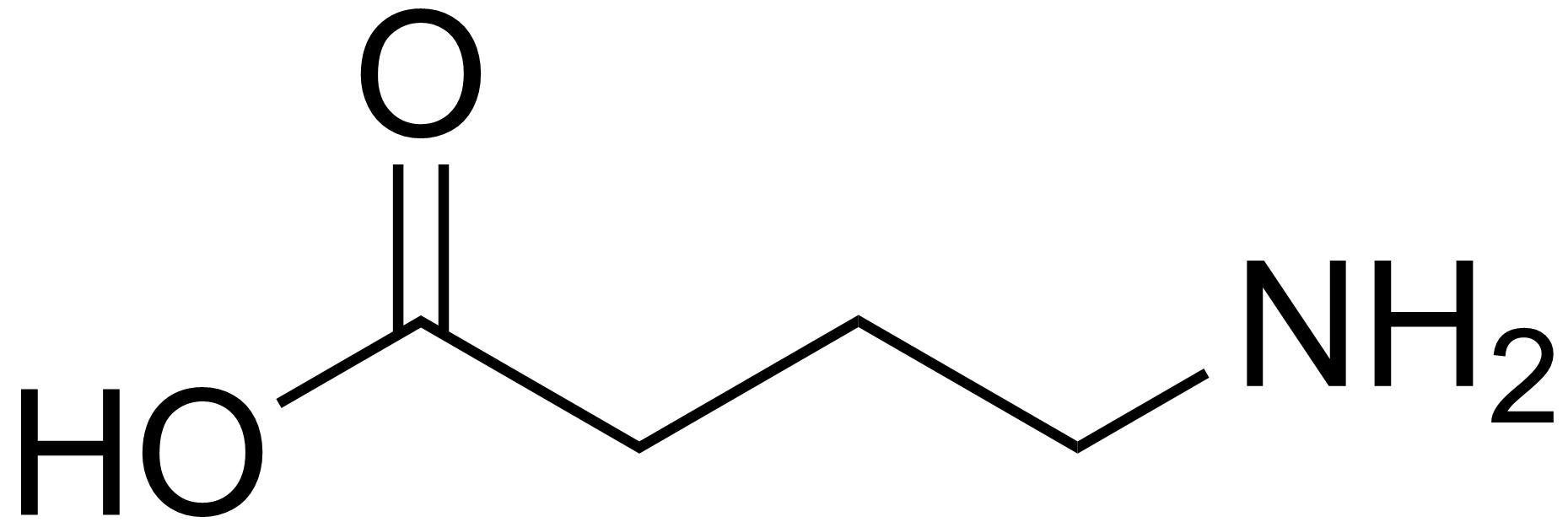
Ácido gama-aminobutírico

Os receptores de GABA são uma classe de receptores que respondem ao neurotransmissor ácido gama-aminobutírico (GABA), o principal neurotransmissor inibitório no sistema nervoso central maduro dos vertebrados. Existem duas classes de receptores de GABA: GABAA. e GABAB.Os receptores GABAA são canais iônicos controlados por ligantes (também conhecidos como receptores ionotrópicos); enquanto os receptores GABAB são receptores acoplados à proteína G, também chamados de receptores metabotrópicos. 

## Canais iônicos controlados por ligantes

### Receptor GABAA
Há muito se reconhece que a resposta rápida dos neurônios ao GABA estimulado pela bicuculina e pela picrotoxina se deve à ativação direta de um canal aniônico. Esse canal foi posteriormente denominado receptor GABAA. Os receptores GABA de resposta rápida são membros de uma família de canais iônicos controlados por ligantes Cys-loop. Membros dessa superfamília, que inclui receptores nicotínicos de acetilcolina, receptores GABAA, glicina e receptores 5-HT3, possuem uma alça característica formada por uma ligação dissulfeto entre dois resíduos de cisteína.
Em receptores GABAA ionotrópicos, a ligação de moléculas de GABA a seus sítios de ligação na parte extracelular do receptor desencadeia a abertura de um poro seletivo de íon cloreto. O aumento da condutância do cloreto conduz o potencial de membrana em direção ao potencial reverso do íon Cl¯ que é de cerca de –75 mV nos neurônios, inibindo o disparo de novos potenciais de ação. Este mecanismo é responsável pelos efeitos sedativos dos agonistas alostéricos GABAA. Além disso, a ativação dos receptores GABA leva à chamada inibição de desvio, que reduz a excitabilidade da célula independente das mudanças no potencial de membrana. 
Houve numerosos relatos de receptores GABAA excitatórios. De acordo com a teoria do GABA excitatório, esse fenômeno é devido ao aumento da concentração intracelular de íons Cl¯ durante o desenvolvimento do sistema nervoso[12][13] ou em certas populações de células.[14][15][16] Após esse período de desenvolvimento, uma bomba de cloreto é regulada positivamente e inserida na membrana celular, bombeando íons Cl- para o espaço extracelular do tecido. Outras aberturas por meio da ligação do GABA ao receptor produzem respostas inibitórias. A superexcitação desse receptor induz a remodelação do receptor e a eventual invaginação do receptor GABA. Como resultado, a ligação adicional do GABA torna-se inibida e os potenciais pós-sinápticos inibitórios não são mais relevantes. 
No entanto, a teoria do GABA excitatório tem sido questionada como sendo potencialmente um artefato de condições experimentais, com a maioria dos dados adquiridos em experimentos in vitro de cortes cerebrais suscetíveis a ambientes não fisiológicos, como metabolismo energético deficiente e danos neuronais. A controvérsia surgiu quando vários estudos mostraram que o GABA em fatias de cérebro neonatal torna-se inibitório se a glicose no perfusato for suplementada com corpos cetônicos, piruvato ou lactato,[17][18] ou que o GABA excitatório era um artefato de dano neuronal.[19] Estudos subsequentes de criadores e proponentes da teoria excitatória do GABA questionaram esses resultados, [20] [21] [22] mas a verdade permaneceu indefinida até que os efeitos reais do GABA pudessem ser elucidados de forma confiável no cérebro vivo intacto. Desde então, usando tecnologia como eletrofisiologia/imagem in vivo e optogenética, dois estudos in vivo relataram o efeito do GABA no cérebro neonatal, e ambos mostraram que o GABA é realmente inibitório em geral, com sua ativação no cérebro de roedores em desenvolvimento não resultando em ativação de rede,[23] e, em vez disso, levando a uma diminuição da atividade.[24][25] 
Os receptores GABA influenciam a função neural coordenando-se com os processos glutamatérgicos.[26] 

### Receptor GABAA-ρ
Uma subclasse de receptores GABA ionotrópicos, insensíveis a moduladores alostéricos típicos dos canais receptores GABAA, como benzodiazepínicos e barbitúricos,[27][28][29] foi designada receptor GABAС.[30][31] Respostas nativas do tipo de receptor GABAC ocorrem em células bipolares ou horizontais da retina em espécies de vertebrados.[32][33][34][35] 
Os receptores GABAС são compostos exclusivamente por subunidades ρ (rho) que estão relacionadas às subunidades dos receptores GABAA.[36][37][38] Embora o termo "receptor GABAС" seja frequentemente usado, GABAС pode ser visto como uma variante dentro da família de receptores GABAA.[7] Outros argumentaram que as diferenças entre os receptores GABAС e GABAA são grandes o suficiente para justificar a manutenção da distinção entre essas duas subclasses de receptores GABA.[39][40] No entanto, como os receptores GABAС estão intimamente relacionados em sequência, estrutura e função aos receptores GABAA e como outros receptores GABAA além daqueles contendo subunidades ρ parecem exibir farmacologia GABAС, o Comitê de Nomenclatura da IUPHAR recomendou que o termo GABAС não seja mais usado e esses receptores ρ devem ser designados como a subfamília ρ dos receptores GABAA (GABAA-ρ).[41]

## Receptores acoplados à proteína G

### Receptor GABAB
Ver artigo principal: GABAB receptor
Uma resposta lenta ao GABA é mediada pelos receptores GABAB,[42] originalmente definidos com base nas propriedades farmacológicas.[43] 
Em estudos focados no controle da liberação de neurotransmissores, observou-se que um receptor GABA era responsável por modular a liberação evocada em uma variedade de preparações de tecidos isolados. Essa capacidade do GABA de inibir a liberação de neurotransmissores dessas preparações não foi bloqueada pela bicuculina, não foi mimetizada pela isoguvacina e não dependia do Cl¯, todos característicos do receptor GABAA. A descoberta mais impressionante foi a descoberta de que o baclofeno (β-paraclorofenil GABA), um relaxante muscular empregado clinicamente [44][45] mimetizou, de maneira estereosseletiva, o efeito do GABA. 

Estudos posteriores de ligação de ligantes forneceram evidências diretas de locais de ligação para baclofeno em membranas neuronais centrais.[46] A clonagem de cDNA confirmou que o receptor GABAB pertence à família de receptores acoplados à proteína G.[47] Informações adicionais sobre os receptores GABAB foram revisadas em outro lugar.[48][49][50][51][52][53][54][55] 

## Polimorfismos do gene do receptor GABA
Dois genes separados em dois cromossomos controlam a síntese de GABA - genes glutamato descarboxilase e alfa-cetoglutarato descarboxilase - embora não tenham sido feitas muitas pesquisas para explicar esse fenômeno poligênico.[56] Os genes do receptor GABA foram estudados mais profundamente, e muitos levantaram hipóteses sobre os efeitos deletérios dos polimorfismos nesses genes do receptor. Os polimorfismos de nucleotídeo único (SNPs) mais comuns que ocorrem nos genes do receptor GABA rho 1, 2 e 3 (GABBR1, GABBR2 e GABBR3) foram explorados mais recentemente na literatura, além dos efeitos potenciais desses polimorfismos. No entanto, algumas pesquisas demonstraram que há evidências de que esses polimorfismos causados por variações de um único par de bases podem ser prejudiciais. 
Foi descoberto que o alelo menor de um único polimorfismo de nucleotídeo em GABBR1 conhecido como rs1186902 está significativamente associado a uma idade mais tardia de início para enxaquecas,[57] mas para os outros SNPs, nenhuma diferença foi descoberta entre variações genéticas e alélicas no controle vs. participantes com enxaqueca. Da mesma forma, em um estudo examinando SNPs em rho 1, 2 e 3 e sua implicação no tremor essencial, um distúrbio do sistema nervoso, descobriu-se que não havia diferenças nas frequências das variantes alélicas de polimorfismos para controle versus essencial participantes do tremor.[58] Por outro lado, a pesquisa que examina o efeito dos SNPs em participantes com síndrome das pernas inquietas encontrou uma "associação entre o polimorfismo GABRR3rs832032 e o risco de SPI, e um efeito modificador de GABRA4 rs2229940 na idade de início da SPI" - o último dos quais é um polimorfismo do gene modificador.[59] Os SNPs de receptores GABA mais comuns não se correlacionam com efeitos deletérios à saúde em muitos casos, mas sim em alguns. 
Um exemplo significativo de uma mutação deletéria é a principal associação entre vários polimorfismos do gene do receptor GABA e a esquizofrenia. Como o GABA é essencial para a liberação de neurotransmissores inibitórios que produzem um efeito calmante e desempenham um papel na redução da ansiedade, estresse e medo, não é surpreendente que polimorfismos nesses genes resultem em mais consequências relacionadas à saúde mental do que à saúde física. De uma análise de 19 SNPs em vários genes do receptor GABA, cinco SNPs no grupo GABBR2 foram significativamente associados à esquizofrenia,[60] que produzem frequências de haplótipos inesperadas não encontradas nos estudos mencionados anteriormente. 
Vários estudos verificaram associação entre transtorno do uso de álcool e o polimorfismo rs279858 no gene GABRA2 e pontuações mais altas de efeitos negativos do álcool para indivíduos que eram homozigotos em seis SNPs.[61] Além disso, um estudo examinando polimorfismos no gene da subunidade beta 2 do receptor GABA encontrou uma associação com esquizofrenia e transtorno bipolar e examinou três SNPs e seus efeitos na frequência da doença e na dosagem do tratamento.[62] Uma descoberta importante deste estudo foi que a psicose funcional deve ser conceituada como uma escala de fenótipos, em vez de categorias distintas.